# Pierre Blanchot
Pierre Blanchot, né à Paris le 4 février 1589 et mort à Beauvais le 13 aout 1637, est un prêtre minime français

## Biographie
Il devient Minime en 1617. Il fut supérieur du couvent de Beauvais,  prédicateur et directeur de conscience.

## Œuvres principales
- Idea bibliothecae universalis quam meditatur et non minima parte affectam habet F. Petrus Blanchot, 1631
- Règles générales et particulières pour toutes les âmes qui aspirent à la parfaitte dévotion, 1634
- Le Diurnal des roys et conseillers d'Estat, où sont les maximes extraictes de l'Escriture, 1635[1]
- Bibliotheca ss. patrum concionatoria 1643
- Le Vray Accomplissement des désirs de l'homme en la vie présente, presché durant l'Advent, en l'église Sainct Médéric, 1644
- Sermons pour tous les jours de Caresme,  revus et mis en lumière par le R. Père Michel de La Nouë, 1655[2]
- Sermons pour les festes principales de l'année et octave du S. Sacrement, revus et mis en lumière par le R. P. F. Michel de La Nouë 1656